# Diego Torres Pérez
Diego Torres Pérez (Maó, Menorca, 20 de maig de 1965) és un empresari espanyol, conegut per la seva implicació en el cas Nóos. Va ser el soci i la mà dreta d'Iñaki Urdangarin, qui presidia l'Institut Nóos.

## Biografia
Nascut en 1965 a la ciutat de Maó (Menorca, Balears), Diego Torres es va formar en l'IES Joan Ramis situat en aquesta ciutat. Posteriorment es va matricular a l'Escola Superior d'Administració i direcció d'empreses de Barcelona, on es va llicenciar en Ciències Empresarials i MBA i es va doctorar en Management Sciences. Allí va fer classes durant més de 12 anys com a professor associat del departament de Política i Empresa, i va conèixer a Iñaki Urdangarin. En 1999 va fundar a Barcelona l'Associació Institut de Recerca Aplicada, que després seria canviada el nom Institut Nóos. En 2003 es va associar amb Urdangarin per dirigir aquesta entitat: Urdangarin es va fer càrrec de la presidència, i Torres de la vicepresidència.

### Cas Nóos
L'11 de juliol de 2011, Diego Torres va declarar per primera vegada davant el jutge José Castro com imputat en el cas Nóos, defensant la legalitat de dos convenis que havien estat signats en 2005 i 2006 amb el Govern balear presidit per Jaume Matas.
L'11 de febrer de 2012, Torres va ser cridat a declarar al costat de la seva esposa, Ana María Tejeiro Losada, per donar explicacions sobre un suposat ús irregular de fons públics per part de l'Institut Nóos, però tots dos es van acollir al dret a no declarar. El 17 d'abril d'aquest any, Torres va aportar vuit correus electrònics al jutge Castro amb la finalitat de relacionar al rei Juan Carlos I i a la infanta Cristina amb el cas Nóos. En un d'aquests correus, Iñaki Urdangarin li diu a Torres que «Hem aconseguit que el Rei es veiés amb Pedro per presentar-li el projecte», en referència a l'armador i regatista mallorquí Pedro Perelló i al projecte Ayre, que posteriorment seria inscrit com a desafiament espanyol per la 33 Copa Amèrica. Dues setmanes després, el 2 de maig, Torres va anunciar que tenia en el seu poder 200 e-mails comprometedors per a la Casa Real Espanyola, en alguns dels quals el monarca espanyol i la seva filla apareixien com a intermediaris de les gestions d'Iñaki Urdangarin.
El 16 de febrer de 2013 va ser cridat a declarar per tercera vegada. Aquest dia, Torres va afirmar que Urdangarin informava a la infanta Cristina i a la Casa del Rei sobretot el que es feia en l'Institut Nóos, i va dir que la infanta era membre de la junta directiva d'aquesta entitat. Torres també va dir que ell i Iñaki Urdangarin van negociar a La Zarzuela la celebració del fòrum esportiu València Summit amb l'ex-president de la Comunitat Valenciana, Francisco Camps, i l'alcaldessa de València, Rita Barberá. El 12 de juliol d'aquest mateix any, va anar de nou anomenat a declarar per un delicte de frau a l'IRPF en 2007, però es va negar a fer-ho acollint-se al seu dret a no declarar.